# C/2014 UN271 (Bernardinelli-Bernstein)
C/2014 UN271 (Bernardinelli-Bernstein) ist ein Komet, der im Jahr 2014 entdeckt wurde. Seine Entdeckung erfolgte in der bis dahin größten Entfernung eines Kometen von der Sonne, er befand sich damals fast so weit von ihr entfernt wie der Planet Neptun und er wird ab seiner Entdeckung noch fast 12 ½ Jahre brauchen bis zum Erreichen des Perihels seiner Bahn.

## Entdeckung und Beobachtung
Zwischen 2013 und 2019 wurden im Rahmen der Dark Energy Survey (DES) große Teile des Südhimmels im sichtbaren und infraroten Licht untersucht. Auf den etwa 80.000 Aufnahmen konnten u. a. 815 transneptunische Objekte nachgewiesen werden, über die Hälfte davon erstmals. Im Juni 2021 meldeten Pedro H. Bernardinelli und Gary M. Bernstein, dass sie auf 32 archivierten Aufnahmen mit einem 4-m-Teleskop am Cerro Tololo Inter-American Observatory aus dem Zeitraum 20. Oktober 2014 bis 8. November 2018 ein Objekt mit einer Helligkeit von etwa 22 mag entdeckt hatten, das die vorläufige Benennung 2014 UN271 erhielt.

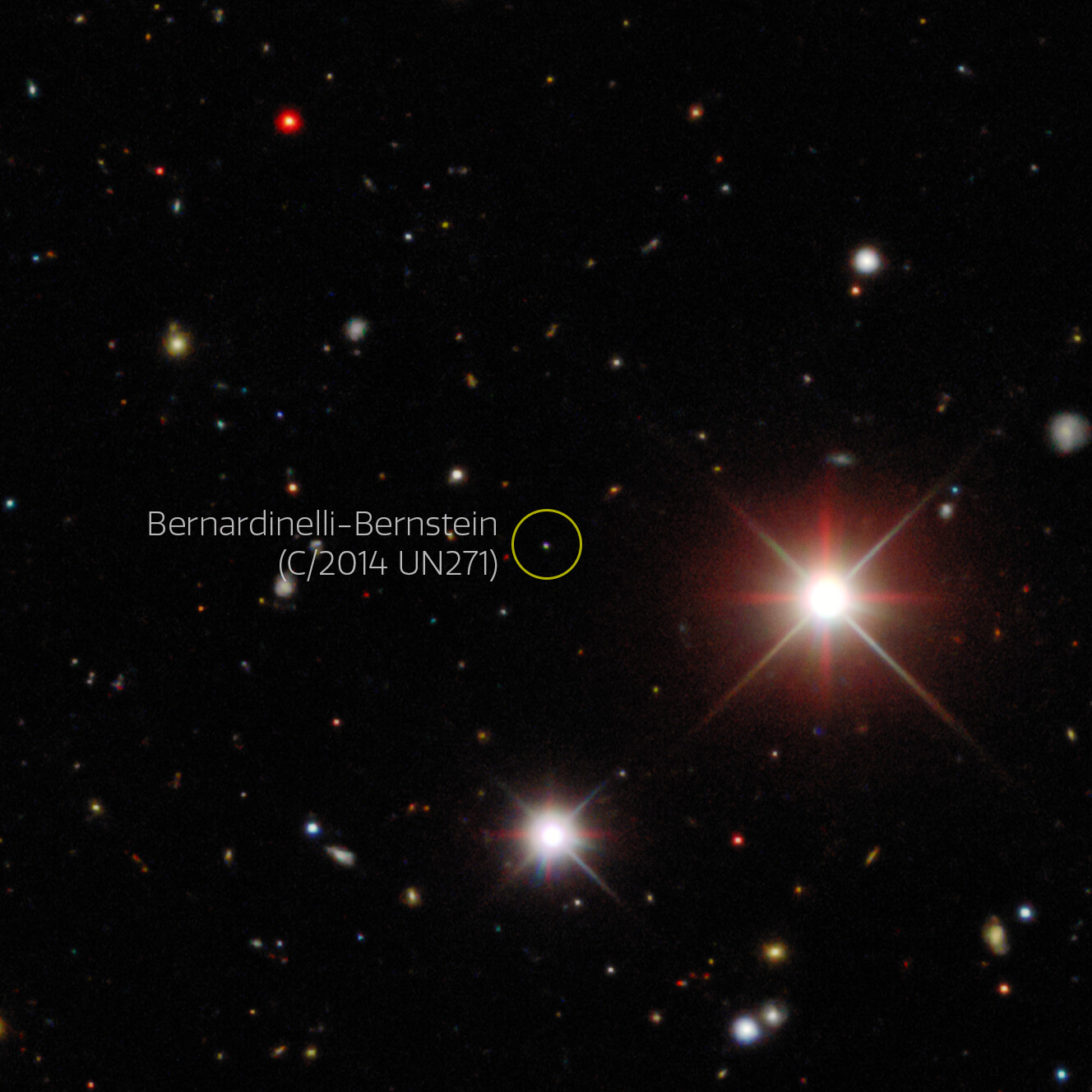
Eine der Aufnahmen der DES, die zur Entdeckung des Kometen führten, hier vom Oktober 2017

Nur wenige Tage nach dieser Meldung konnten zwei Beobachter in Südafrika und in Namibia an dem vermeintlichen Kleinplaneten erstmals eine Koma beobachten, wodurch das Objekt als Komet erkannt wurde und seine definitive Benennung erhielt. Die Helligkeit war inzwischen auf etwa 20 mag gestiegen. Außerdem konnte nachträglich festgestellt werden, dass das Objekt damals noch unbemerkt bereits am 14. August 2014 mit dem Teleskop Pan-STARRS 1 und am 28. August 2014 mit dem Canada-France-Hawaii Telescope (CFHT) des Mauna-Kea-Observatoriums beobachtet worden war. Sogar auf Aufnahmen des 4-m-Teleskops VISTA am Paranal-Observatorium in Chile vom 15. November 2010 konnte der Komet bei 34,1 AE Sonnenabstand nachgewiesen werden.
Zum Zeitpunkt seiner Entdeckung im Oktober 2014 war der Komet noch 29,0 AE von der Sonne entfernt. Bisher konnte er nur auf einem kurzen Stück seiner einlaufenden Bahn beobachtet werden, im November 2024 befand er sich noch 15,7 AE von der Sonne entfernt, seine Helligkeit war inzwischen auf 16–17 mag angestiegen. Er bleibt voraussichtlich auch weiterhin nur mit großen Teleskopen zu beobachten, bis er seinen sonnennächsten Punkt im Bereich zwischen den Umlaufbahnen von Uranus und Saturn im Januar 2031 erreichen wird. Auch danach wird er mit großen Teleskopen noch für lange Zeit weiter verfolgt werden können.

## Wissenschaftliche Auswertung
Der Transiting Exoplanet Survey Satellite (TESS) sucht nach Exoplaneten bei anderen Sternen. Gelegentlich geraten dabei auch solare Objekte in sein Beobachtungsfenster. Dies war im September/Oktober 2018 und von August bis Oktober 2020 der Fall für den Kometen Bernardinelli-Bernstein. Die Beobachtungen zeigten, dass der Komet sowohl 2018 bei 23,8 AE Sonnenabstand als auch 2020 bei 21,2 AE Sonnenabstand eine Koma zeigte, woraus auf eine durchgehende Aktivität geschlossen wurde. Eine Analyse ergab eine Zusammensetzung der Koma aus submillimeter-großen Körnern, die mit einigen zehn m/s in Sonnenrichtung ausgestoßen wurden. Die Aktivität begann wahrscheinlich bereits zwei Jahre vor den ersten Beobachtungen mit TESS und möglicherweise bereits zehn Jahre zuvor. Die Lichtkurve während der beiden Beobachtungsintervalle zeigte keine periodische Variabilität. In Verbindung mit Daten von NEOWISE konnte eine obere Grenze für die Produktionsrate von Kohlenstoffmonoxid (CO) aufgestellt werden.
Im Jahr 2021 veröffentlichte das Team der Dark Energy Survey eine Untersuchung, in der die bisherigen Ergebnisse der eigenen Beobachtungen und auch derer von VISTA, CFHT, Pan-STARRS und TESS von November 2010 bis September 2021 ausgewertet wurden. Es konnten hinsichtlich des Kometen Bernardinelli-Bernstein folgende Aussagen getroffen werden:
- Die Umlaufbahn des Objekts konnte ohne Berücksichtigung nicht-gravitativer Effekte (die noch nicht feststellbar waren) bestimmt werden. Demnach bewegt er sich einlaufend auf einer Bahn mit einer Großen Halbachse von 20.200 AE und kommt aus der Oortschen Wolke. Nach dem Durchlaufen des inneren Sonnensystems wird seine Große Halbachse um 40 % vergrößert sein. Unter Berücksichtigung der galaktischen Gravitation und der Störwirkung benachbarter Sterne kam er der Sonne auf seinem früheren Umlauf vor etwa 3,5 Mio. Jahren nicht näher als etwa 18 AE, damit könnte er der erste entdeckte Komet sein, der der Sonne während der letzten 4 Mrd. Jahre nie näher als der Planet Uranus gekommen ist.
- Photometrische Messungen lassen auf eine Größe des Kerns (bei einer angenommenen Albedo von 0,04) von etwa 150 km und eine Masse zehnmal größer als die des Kometen Hale-Bopp schließen. Die Farbe erscheint nahezu grau und ist damit etwas weniger rötlich als die anderer Objekte aus der Oortschen Wolke. Es konnte eine Variation der Helligkeit des Kerns von etwa 0,20 mag Amplitude definitiv nachgewiesen werden, allerdings konnte daraus noch keine Rotationsperiode abgeleitet werden, zumal auch kleine Staubausbrüche teilweise dafür verantwortlich sein könnten.
- Die Aktivität des Kometen ist bereits auf Aufnahmen der DES von 2017 bei etwa 25 AE Sonnenabstand zu finden und sie nahm seither exponentiell zu. Die Zuwachsrate ist hinreichend zu erklären mit der Sublimation von Kohlenstoffdioxid (CO2) oder Ammoniak (NH3). Andere flüchtigere Substanzen, wie Stickstoff (N2), Methan (CH4) oder CO müssen in wesentlich geringerer Menge auf der Kometenoberfläche vorliegen. Dieses (bisher) sehr einfache Sublimationsmodell ist ungewöhnlich und macht Bernardinelli-Bernstein zu einer „sphärischen Kuh“ unter den ansonsten in der Mehrzahl bekannterweise unvorhersagbaren Kometen. Eine Extrapolation dieses Sublimationsmodells führt zu einer Abschätzung für die Helligkeit von etwa 9 mag um die Zeit seines Perihels.

Es wird auch prognostiziert, dass während der kommenden zehn Jahre insbesondere durch das Projekt „Legacy Survey of Space and Time“ am Vera C. Rubin Observatory sehr viele aktive und inaktive Kometen aus der Oortschen Wolke entdeckt werden, die der Sonne näher als 40 AE kommen, auch wenn sie nur die halbe Größe wie Bernardinelli-Bernstein besitzen.

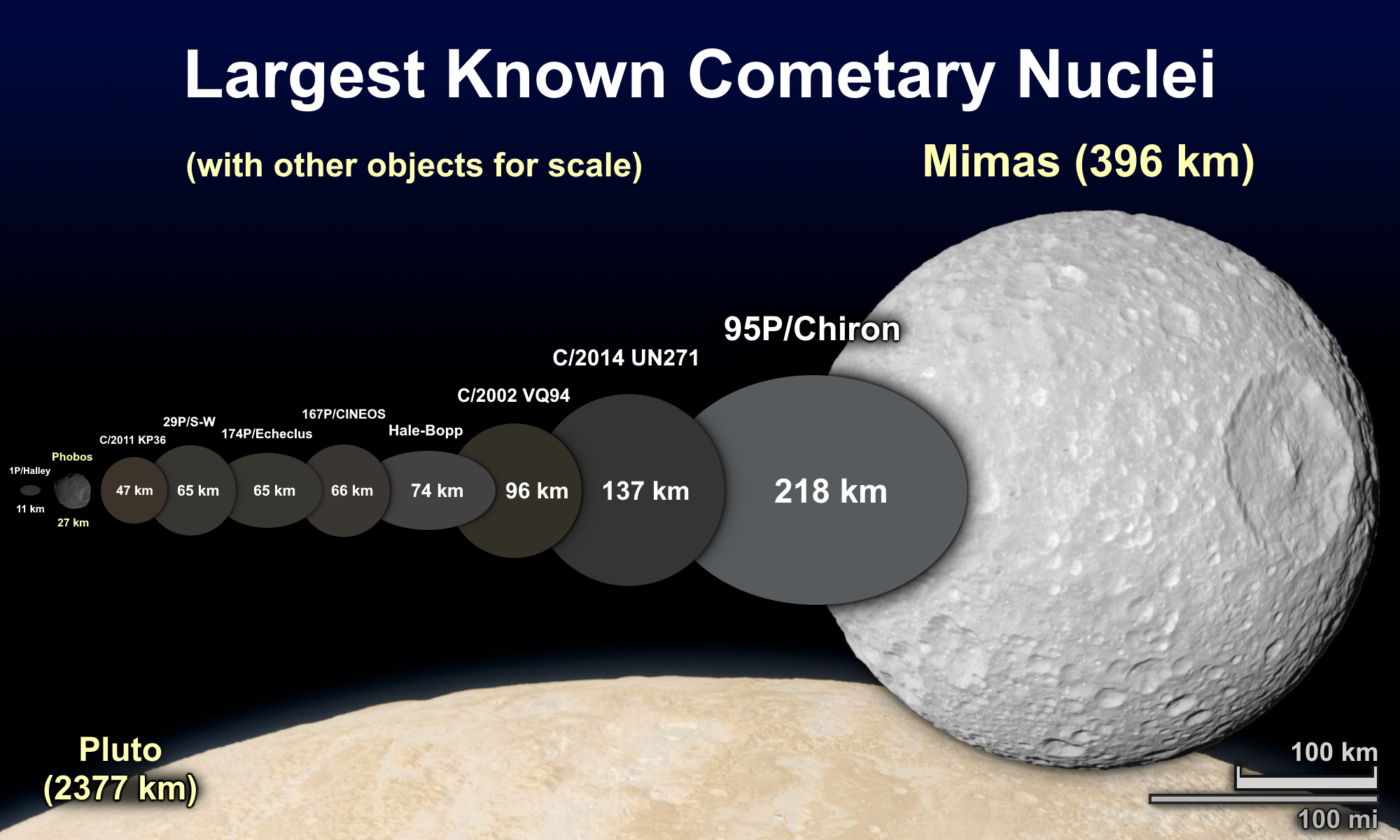
Größenvergleich großer Kometenkerne mit anderen Objekten des Sonnensystems

Mit ferngesteuerten 1-m-Teleskopen des internationalen Netzwerks Las Cumbres Observatory (LCO) in Australien, Südafrika und Chile wurde der Komet vom 22. Juni 2021 bis 14. Februar 2022 bei Sonnenabständen zwischen 20,2 und 19,3 AE vielfach aufgenommen. Alle Aufnahmen wurden in gleicher Weise normalisiert. In dem Beobachtungszeitraum konnten mehrere Ausbruchsereignisse festgestellt werden, bei denen jeweils innerhalb eines Tages etwa 10.000–100.000 t Material ausgeworfen wurde. Diese Menge könnte zu den 10–100 m großen Vertiefungen passen, wie sie auf der Oberfläche von kurzperiodischen Kometen durch Raumsonden beobachtet wurden. Zu numerisch gleichen Ergebnissen der Auswurfmenge eines Ausbruchs vom 9. September 2021 führte auch eine andere Untersuchung.
Mit den 12-m-Radioteleskopen des Atacama Large Millimeter/submillimeter Arrays (ALMA) wurde der Komet Bernardinelli-Bernstein am 8. August 2021 beobachtet mit dem Ziel, seine Größe und Albedo zu bestimmen. Unter Berücksichtigung von Abschätzungen für die Staubproduktion wurde für den Kern ein Durchmesser von 137 ± 17 km und für die Albedo ein Wert von 0,053 ± 0,012 gefunden. Dies bestätigt, dass der Komet das bei weitem größte jemals entdeckte Objekt aus der Oortschen Wolke ist und der größte bekannte „Standard-Komet“ im Sonnensystem. Im Gegensatz zu dieser Sonderstellung ist seine Albedo durchaus kometentypisch.
Der Komet wurde am 8. Januar 2022 mit der Wide Field Camera 3 des Hubble-Weltraumteleskops (HST) in hoher Auflösung aufgenommen. Aus den Aufnahmen konnte das Signal des Kometenkerns erfolgreich isoliert werden. Abschätzungen für den Durchmesser und die Albedo führten mit 120 ± 15 km und 0,044 ± 0,012 zu etwas niedrigeren Werten als bei der Messung mit ALMA, aber es konnte bestätigt werden, dass der Kern definitiv größer als bei irgendeinem anderen zuvor beobachteten langperiodischen Kometen ist.

### Panspermie-Theorie
Chandra Wickramasinghe, der Verfechter der Panspermie-Hypothese, vertritt die kontroverse Meinung, dass die sonnenferne Aktivität des Kometen Bernardinelli-Bernstein und insbesondere das Ausbruchsereignis vom September 2021 eine Bestätigung für seine Theorie darstellt, nachdem in einer Entfernung von der Sonne, bei der die Temperatur des Kometen nur bei etwa 62 K liegt, nur durch das Vorhandensein von Mikroben in radioaktiv aufgeheizten Seen unter der Oberfläche genügend Druck durch deren Stoffwechselprodukte entstehen kann, die dann explosiv aus Rissen austreten und zu den beobachteten Eruptionen führen.

## Umlaufbahn
Für den Kometen konnte aus 788 Beobachtungsdaten über einen Zeitraum von 14 Jahren eine elliptische Umlaufbahn bestimmt werden, die um rund 96° gegen die Ekliptik geneigt ist. Seine Bahn verläuft damit nahezu senkrecht gestellt zu den Bahnebenen der Planeten und er durchläuft seine Bahn gegenläufig (retrograd) zu ihnen. Im sonnennächsten Punkt (Perihel), den der Komet im Januar 2031 durchlaufen wird, wird er etwa 1,64 Mrd. km von der Sonne entfernt sein, also ein wenig weiter als der Planet Saturn. Beim Durchlaufen der Zone der Planeten kommt er keinem der äußeren Planeten nahe, erwähnenswert sind nur relativ entfernte Vorbeigänge am Jupiter im Februar 2030 in etwa 9 AE und am Saturn im März 2037 in etwa 11 ½ AE Distanz. Vom Bereich der kleinen Planeten bleibt er weit entfernt, der Erde kommt er im April 2031 nicht näher als etwa 1,51 Mrd. km (10,1 AE).
In einer Untersuchung von 2022 bestimmten Dybczyński und Królikowska mehrere Sätze von rein-gravitativen Bahnelementen für den Kometen Bernardinelli-Bernstein unter Verwendung von Daten sowohl aus dem ganzen Beobachtungszeitraum als auch aus eingeschränkten Zeitabschnitten. Sie berücksichtigten dabei auch Störungen durch die galaktische Gravitationswirkung und durch nahe vorbeiziehende Sterne. Ihre bevorzugte Lösung (Modell „b8“), die aus 114 Beobachtungen aus dem Zeitraum November 2010 bis September 2021 bestimmt wurde, ergibt für die ursprüngliche Bahn des Kometen eine Exzentrizität von etwa 0,99944 mit einer Großen Halbachse von etwa 19.550 AE und einer Umlaufzeit von 2,7 Mio. Jahren. Unter Berücksichtigung von Störeinwirkungen durch Sterne (insbesondere durch den Stern HD 7977 vor etwa 2,5 Mio. Jahren) wäre er beim letzten Perihel der Sonne dabei nicht näher gewesen als etwa 240 AE. Aufgrund der noch mangelhaften Kenntnis der Bewegung des Sterns HD 7977 ist diese Angabe aber höchst unsicher. Für die zukünftige Bahn fanden sie eine Exzentrizität von etwa 0,99959 und eine Große Halbachse in der Größenordnung von 27.700 AE mit einer Umlaufzeit von 4,6 Mio. Jahren. Er könnte der Sonne dann wieder bis auf etwa 11,1 AE nahe kommen.